# Кристијан Алберс
Кристијан Алберс (хол. Christijan Albers; рођен 16. априла 1979. године у Ајндховену) је холандски мото спорт возач. Након успеха у ДТМ-у, возио је у Формули 1 две и по сезоне, 2005, 2006. до ВН Британије 2007. 2008. се вратио у ДТМ где вози за Ауди ТМЕ тим.

## Приватни живот
Кристијан је син бившег реликрос аса Андреа Алберса, чији је најбољи резултат било освајање Холандског међународног реликрос шампионата 1979. године у ГТ серији.
Ожењен је са Лиселоре Којман. Живи у Монаку.